# Jean Peuvergne
Pour les articles homonymes, voir Peuvergne.
Jean Jules Emile Peuvergne, né le 10 août 1849 à Pamiers et mort le 14 mars 1916 dans la même ville, est un administrateur colonial français.

## Biographie
Il est gouverneur du Soudan français de 1906 à 1908, puis du Sénégal en 1908, et succède à Maurice Gourbeil comme gouverneur du Dahomey en 1909. Il est à nouveau gouverneur du  Sénégal de 1909 à 1911, où il succède à Edmond Gaudart. Il est remplacé à Dakar par Henri Cor.
Par la suite, il est aussi gouverneur de la Guadeloupe d'avril 1911 à février 1913 puis de la Guinée française de mars 1913 à octobre 1915,.

## Distinctions
- Officier de la Légion d'honneur (29 janvier 1912)
  -  Chevalier de la Légion d'honneur (26 juillet 1904)
- Officier d'académie
- Officier de l'Ordre de l'Étoile noire
- Officier de l'Ordre du Nichan el Anouar
- Chevalier de l'Ordre royal du Cambodge